# Xiaogan
Xiaogan (chinesisch 孝感市, Pinyin Xiàogǎn Shì) ist eine Stadt in der chinesischen Provinz Hubei mit 4.270.371 Einwohnern (Stand: Zensus 2020) und einer Fläche von 8.923 km². In dem eigentlichen städtischen Siedlungsgebiet von Xiaogan leben 582.403 Menschen (Zensus 2010).

## Administrative Gliederung
Die bezirksfreie Stadt Xiaogan setzt sich auf Kreisebene aus einem Stadtbezirk, drei kreisfreien Städten und drei Kreisen zusammen. Diese sind:
- Stadtbezirk Xiaonan – 孝南区 Xiàonán Qū;
- Stadt Yingcheng – 应城市 Yìngchéng Shì;
- Stadt Anlu – 安陆市 Ānlù Shì;
- Stadt Hanchuan – 汉川市 Hànchuān Shì;
- Kreis Xiaochang – 孝昌县 Xiàochāng Xiàn;
- Kreis Dawu – 大悟县 Dàwù Xiàn;
- Kreis Yunmeng – 云梦县 Yúnmèng Xiàn.

## Städtepartnerschaften
Partnerstadt von Xiaogan ist seit 1993 das belarussische Brest.